# Avebury

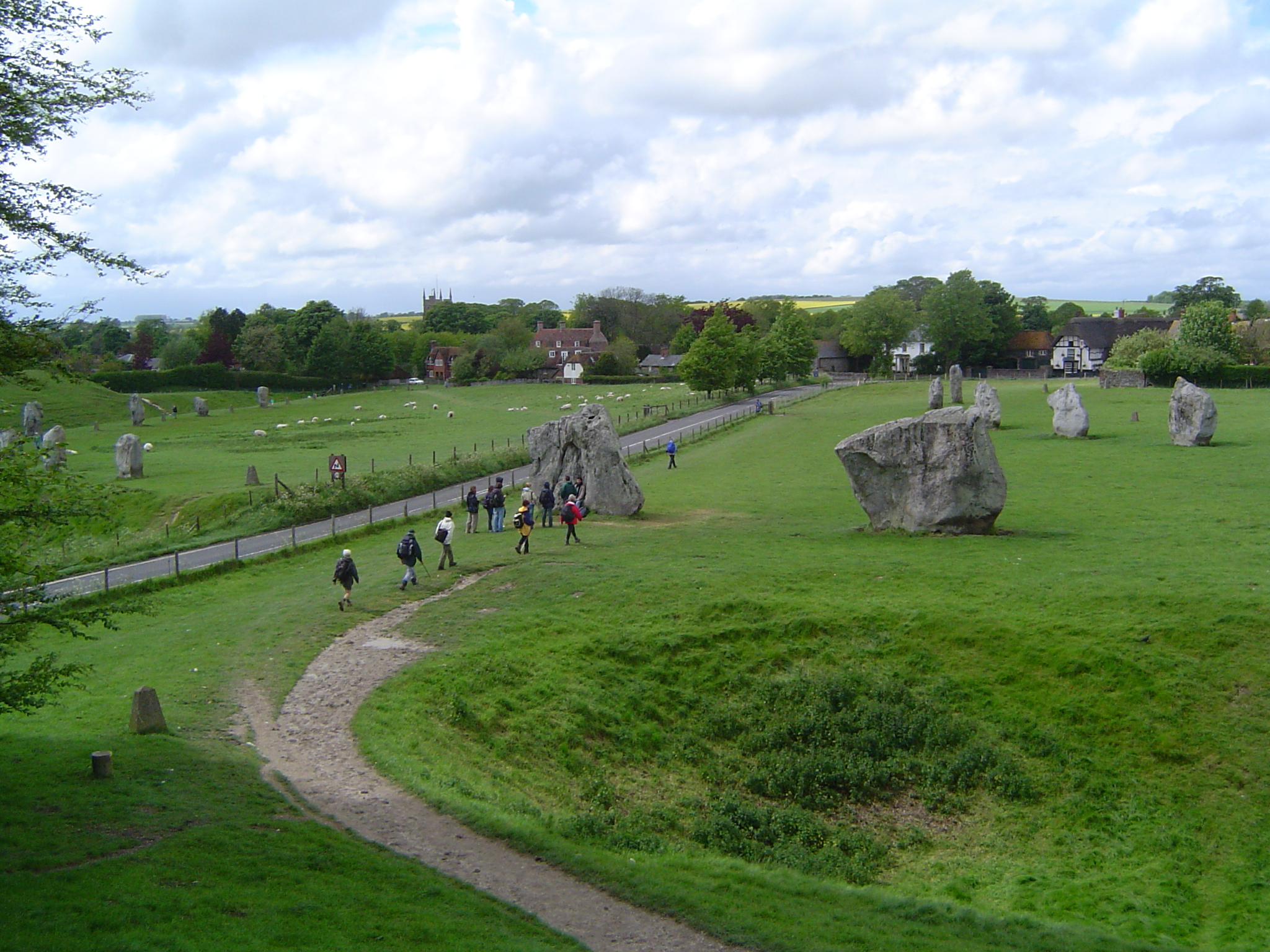
Avebury: z prawej fragment fosy otaczającej wioskę, którą widać na dalszym planie pośrodku zdjęcia. W przeciwieństwie do Stonehenge, dostęp do kamiennych kręgów jest pełny i nieograniczony.

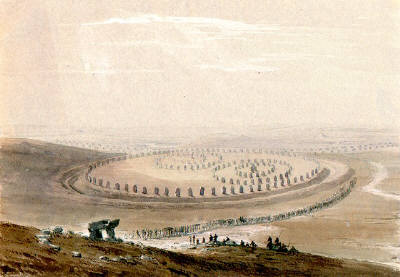
Artystyczna wizja kręgów w Avebury

Avebury – wieś w hrabstwie Wiltshire w Anglii. Znajduje się tam krąg neolityczny głazów otaczający całą wieś, większy i starszy niż w pobliskim Stonehenge. Krąg Avebury obejmuje obszar ponad 11 ha, okolony jest dodatkowo rowem biegnącym pomiędzy dwoma wałami ziemnymi. Obwód zewnętrznego wału ziemnego przekracza 1 km. Na krąg pierwotnie składało się ok. 100 głazów, z których zachowało się jedynie 27. Wewnątrz znajdowały się dwa mniejsze kręgi, z których zachowały się tylko nieliczne głazy.

## Nazwa "Avebury"
Wieś i otaczający ją krąg zaczęto określać tą samą nazwą dopiero w XX wieku. Najstarsze, pochodzące z XIII wieku pisemne wzmianki o kręgu, określają go jako "Waleditch", zaś w 1696 roku krąg nazywano "Wallditch". Obie formy są rdzennie anglosaskie i pochodzą od słów ditch czyli rów, kanał i wealas, określenia stosowanego przez anglosaskich przybyszów dla osad rdzennych Brytów.